# Оттон I (маркграф Майсену)
Оттон I Ваймарський (нім. Otto I. von Weimar або Otto I. von Orlamünde, помер 1067) — маркграф Майсенський з 1062 року, другий маркграф родини графів Ваймару та Орламюнде. Був молодшим сином Вільгельма III Ваймарського та Оди, дочки Титмара, маркграфа Саксонської східної марки. Успадкував Орламюнде від свого батька в 1039 році та Веймар від свого брата Вільгельма в 1062 році. Імператор Генріх IV також призначив його наступником Вільгельма в Майсені. У 1066 році він став адвокатом Мерзебурзького собору.
Одружився з Аделою Лувенською, донькою Ламберта II, графа Лувенського, сина Ламберта I Лувенського, до 1060 року. Вона народила йому трьох дочок.
Помер у 1067 році. Після його смерті, Адела вдруге вийшла заміж за Деді I Лужицького, вітчима Оттона.

## Родина
Дружина — Адела, донька Ламберта II, графа Лувенського
Діти:
- Ода — вийшла заміж за Егберта II Майсенського
- Кунігунда — вийшла заміж за Яроплука, сина великого князя Київського Ізяслава Ярославича, потім за Куно з Нордгайма і, нарешті, за Віпрехта фон Гройча.
- Аделаїда  —вийшла заміж за Адальберта II, графа Балленштедтського, пізніше за Германа, пфальцграфа Лотарингії і Генріха, пфальцграфа Рейнського.